# Charakteryzacja (literatura)
Charakteryzacja – proces tworzenia postaci literackich, których cechy zewnętrzne i wewnętrzne różnią się zazwyczaj od cech autora. Dzięki temu pisarz może prowadzić narrację np. z punktu widzenia dziecka, osoby przeciwnej płci, przedstawiciela innej rasy lub kultury, lub dowolnej postaci, która różni się od twórcy wyglądem i osobowością.
Dzięki dobrze przeprowadzonej charakteryzacji, postaci literackie sprawiają wrażenie kompletnych i złożonych (mimo tego, że cechy i poglądy autora mogą być zupełnie inne), co prowadzi do zwiększenia realizmu dzieła.
Charakteryzacja może obejmować różne cechy, takie jak wygląd, wiek, płeć, poziom wykształcenia, zawód lub zajęcie, status finansowy, stan cywilny, hobby, poglądy religijne, ambicje, motywacje, itp. Zwykle cechy te nie są przedstawione czytelnikowi jako bezpośredni opis, lecz wynikają one stopniowo z czynów i języka postaci.
W literaturze fanowskiej (fan fiction) pełna charakteryzacja jest z reguły niepotrzebna, ponieważ autor opisuje postaci znane czytelnikowi. Wyjątkiem są przypadki, gdy akcja dzieje się w rzeczywistości alternatywnej, gdzie osobowość nawet znanej postaci może ulec zmianie.